# Potamogeton compressus
Potamogeton compressus là một loài thực vật có hoa trong họ Potamogetonaceae. Loài này được L. miêu tả khoa học đầu tiên năm 1753.